# Helianthemum conchitae
Helianthemum conchitae är en solvändeväxtart som beskrevs av O. Socorro och P. Aroza. Helianthemum conchitae ingår i släktet solvändor, och familjen solvändeväxter. Inga underarter finns listade i Catalogue of Life.